# Cantón de Pérez Zeledón
Pérez Zeledón es el cantón decimonoveno de la provincia de San José, en Costa Rica. Se ubica al sureste de la provincia. Limita con el cantón de Paraíso por el norte, con los cantones de Dota y Tarrazú por el noroeste, con el cantón de Quepos por el oeste, con el cantón de Osa por el sur, con los cantones de Buenos Aires y Talamanca por el este y con el cantón de Turrialba por el noreste, y cuenta con una extensión territorial de 1905,51 km². Su cabecera es el distrito de San Isidro de El General, con categoría de ciudad. El cantón cuenta con 143 222 habitantes, de acuerdo con la última proyección demográfica del INEC.
El cantón se caracteriza por ser uno de los más poblados y extensos del país, siendo sus principales actividades económicas la agricultura, ganadería, turismo ecológico, y entre otros. El Cerro Chirripó, el punto más alto de Costa Rica con 3819 m s. n. m., se ubica parcialmente en Pérez Zeledón (en su pico convergen el Cantón de Talamanca, el Cantón de Turrialba y Pérez Zeledón). El Cerro de la Muerte también se ubica en Pérez Zeledón. Pérez Zeledón cuenta con un Índice de Desarrollo Humano de 0,767, clasificado como alto.

## Toponimia
El nombre del cantón proviene en homenaje al Lic. Pedro Pérez Zeledón, jurista y diplomático y costarricense, quien trabajó por el desarrollo y fomento de la agricultura de la región del Pacífico Sur de Costa Rica.

## Historia
Las primeras ocupaciones recordadas de este territorio fueron por indígenas del grupo llamado borucas, de los entonces Cacicazgos del Pacífico Sur.
Durante la Conquista, el primer español que atravesó la región del Valle del General fue Juan Vázquez de Coronado, en 1563. Posteriormente, entre los años de 1659 y 1663, el militar y gobernador de la Provincia de Costa Rica en ese entonces, Andrés Arias Maldonado y Velasco, conjunto a su hijo, exploraron la zona y sometieron a los indígenas que la habitaban sin resistencia alguna.
La región fue primeramente poblada, cerca del año de 1840, por habitantes de los hoy cantones de Desamparados, Dota, Valle de los Santos, Tarrazú y Alajuelita.
En 1850, durante el episcopado del Monseñor Juan Gaspar Stork Werth, tercer obispo de Costa Rica, se construye la primera ermita del Valle del General dedicada a San Isidro Labrador. En 1914, es creada la diócesis de San Isidro de El General, de la provincia eclesiástica de Costa Rica, siendo su primer obispo el Monseñor Delfín Quesada Castro. En 1956 comienza la realización de una remodelación del templo, finalizada en diciembre de 1967.
Mediante el decreto legislativo n.° 20 del 7 de agosto de 1868, donde se establecieron cambios en las divisiones administrativas de Costa Rica, es segregado del cantón de Desamparados el cantón de Tarrazú, de donde procede el cantón de Dota.
Para 1892, se registraron 32 ranchos pajizos con 284 habitantes blancos en la zona. En 1911 durante el mandato de Ricardo Jiménez Oreamuno, se construyen dos refugios: uno en Ojo de Agua y otro en División, ambos ubicados en el Cerro de la Muerte. En 1925 es fundado el distrito perteneciente al cantón de Dota, con el nombre de El General.
En la ley n.° 31 del 9 de octubre de 1931, durante el gobierno de Cleto González Víquez, se creó Pérez Zeledón como cantón de la provincia de San José, procedente del cantón de Dota, y se designa como cabecera a la villa de Ureña, fijándose además los cuatro distritos del cantón creados en esa oportunidad. Posteriormente, mediante el decreto de ley n.° 274 del 18 de noviembre de 1948, se le es otorgado el título de ciudad a la villa de Ureña, que después figuraría con el nombre de San Isidro de El General.
El 1 de enero de 1932 se llevó a cabo la primera sesión del Concejo Municipal de Pérez Zeledón, integrado por los regidores propietarios, señores Nazario Segura Madrigal, presidente, Jaime Tabash Alice, vicepresidente, y Carlos Quesada Gamboa. El secretario municipal fue don Enrique Tauller y el jefe político don José Montero Rodríguez.
La cañería y el alumbrado público comenzaron a funcionar en 1943, durante la administración de Rafael Ángel Calderón Guardia. 
En 1936, inicia la construcción de la Carretera Interamericana, la cual ayudó enormemente al desarrollo de la Zona Sur en general. La construcción de esta carretera finalizó en el año de 1946.
Durante la Guerra Civil de Costa Rica de 1948, el Valle del General fue uno de los principales puntos de combate y logística de ambos bandos del conflicto. Durante la guerra, las fuerzas oficialistas vislumbraron que deberían tomar la ciudad de San Isidro de El General, ya que en este lugar se encontraba el campo de aterrizaje en el que las fuerzas rebeldes recibían ayuda que provenía de Guatemala. Debido a eso, la ciudad de San Isidro de El General y sus alrededores vivieron los momentos más cruentos de la guerra, por lo que existen recordatorios a los caídos en batalla, tanto en el parque de la ciudad, como cerca del puente sobre el río San Isidro, así como el nombre de la escuela "12 de marzo de 1948" ubicada afueras de la ciudad.
En 1951, el distrito de San Pedro se anexa al cantón de Pérez Zeledón mediante la decisión tomada en un plebiscito efectuado el 27 de mayo de ese mismo año. En el plebiscito, se decidía si este se anexaba a Pérez Zeledón o si continuaba siendo parte del cantón de Buenos Aires. El resultado fue contundente con 1126 votos a favor y 17 en contra de la anexión. 
En 1952, se inaugura el Mercado Municipal con la aprobación de un préstamo por el Concejo Municipal proveniente del Banco Nacional de Costa Rica. 
Durante el gobierno de Ascensión Esquivel Ibarra, se estableció la primera escuela del cantón, que posteriormente se convirtió en la actual escuela denominada 12 de marzo de 1948. En 1953 se abrió una nueva escuela secundaria. En 1962, durante la administración Echandi Jiménez, esa escuela se transformó en el Liceo Unesco. Pérez Zeledón posee un porcentaje de alfabetización de entre 90 % y 92 % (inferior al 96 % del total del país). 
El 13 de mayo de 1966 los distritos de Platanares y Pejibaye se unen al cantón de Pérez Zeledón mediante un decreto ejecutivo. Para inicios de los años 1970, en el cantón se realizó una lucha contra la transnacional estadounidense Alcoa, empresa extractora de bauxita de la cual el cantón posee un gran potencial por su constitución geológica de tierra arcillosa. Durante los últimos doce años, el cantón ha sido un polvorín de luchas y protestas de carácter o índole social, aprovechando su posición estratégica de paso entre el centro de Costa Rica y la frontera con Panamá.
El 27 de julio de 1996, el huracán César destruyó mucho de la infraestructura vial, dejando incomunicado al cantón por tierra con el resto del país. Posteriormente, el 29 de mayo del 2008, la tormenta tropical Alma, afectó la red vial e infraestructura del Valle del General y sentenció la existencia de la localidad de Rivas, la cual fue severamente impactada en eventos atmosféricos previos.
En el año 2000, se fundó el Colegio Técnico Profesional Ambientalista Isaías Retana Arias, conocido como CAIRA, por sus siglas, ubicado en la comunidad de Pedregoso; este hace mérito al enorme esfuerzo del campesino generaleño Isaías Retana Arias, el cual con su enfoque ambientalista dio el fomento a la conservación y protección de los recursos naturales, además de su gran interés por estudiar la biodiversidad de la zona.
El 18 de diciembre de 2011, se lleva a cabo el histórico plebiscito revocatorio de mandato del Alcalde Municipal Luis Mendieta Escudero del Partido Liberación Nacional, resultando ganadora la opción del Sí con más del 80% de los votos válidos y siendo así destituido por el Tribunal Supremo de Elecciones, para ser sustituido por la vicealcaldesa Vera Corrales. Fue la primera ocasión en la historia de Costa Rica en que la ciudadanía destituye por medios democráticos a una autoridad de elección popular.
En 2016, se crea el distrito número 12 del cantón de Pérez Zeledón, el distrito de La Amistad, segregado de los distritos de Pejibaye y Platanares.
El 3 de octubre del 2017, el Concejo Municipal aprobó declarar al cantón como libre de discriminación y respetuoso de los Derechos Humanos.

## Geografía
Cantón de Pérez Zeledón cuenta con un área de 1901,08 km² y una altitud media de 721 m s. n. m.

### Relieve

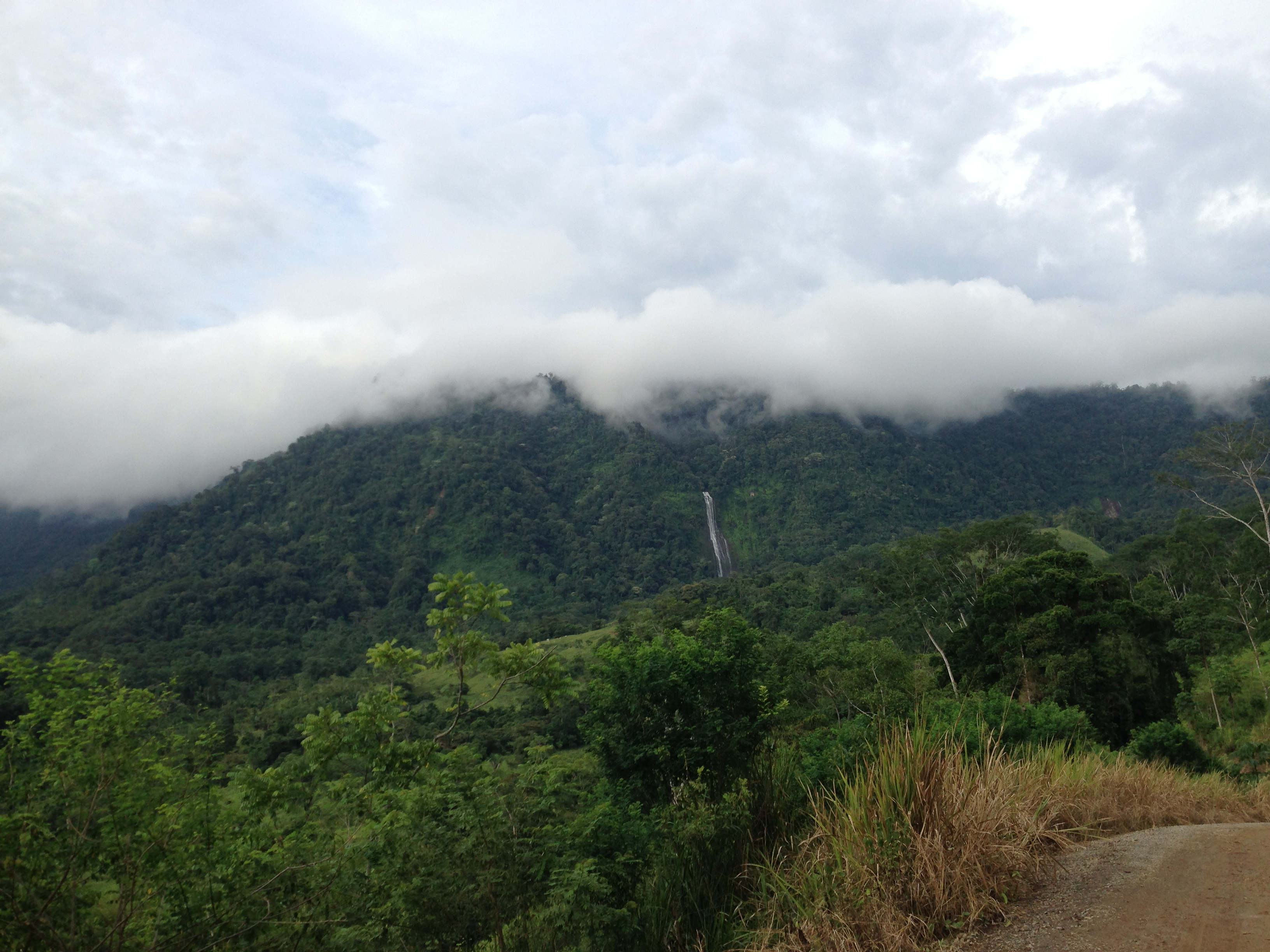
Montañas y cascada en Pérez Zeledón.

El cantón se encuentra geográficamente ubicado en el Valle del General-Coto Brus (segundo valle por extensión en el territorio costarricense). Por otra parte, en el cantón se encuentra ubicado, parcialmente, el cerro más grande de Costa Rica, el cerro Chirripó con 3820 m s. n. m., del cual su pico funciona como límite entre las provincias de San José, Cartago y Limón. También se encuentra parcialmente ubicado el Cerro de la Muerte, de una altura de 3491 m s. n. m., el cual su pico también funciona como límite, este entre las provincias de San José y Cartago.
Bordeando al cantón se encuentran dos accidentes orográficos significativos de la geografía costarricense; tanto al norte como al este se encuentra la cordillera de Talamanca y al oeste la Fila Costeña. Hacia el suroeste del valle existe una depresión que sirve de salida al río General y une con el sector occidental del valle con el oriental.
La anchura máxima del cantón de Pérez Zeledón es de 68 kilómetros, en la dirección noroeste a sureste, desde el límite con el cantón de Quepos, sobre el río Savegre hasta confluencia del río caliente con la quebrada Guácima.
Las elevaciones del centro urbano de los distritos del cantón son las siguientes: Ciudad de San Isidro de El General, 702 m s. n. m.; villa de General Viejo, 710 m s. n. m.; villa de Palmares, 630 m s. n. m.; villa de Rivas, 870 m s. n. m.; villa de San Pedro, 585 m s. n. m.; villa de San Rafael, 865 m s. n. m.; villa de Pejibaye, 400 m s. n. m.; villa de Cajón 687 m s. n. m., villa de Platanillo, 430 m s. n. m.; villa de Santa Rosa, 720 m s. n. m. y villa de San Ramón Sur, 900 m s. n. m.

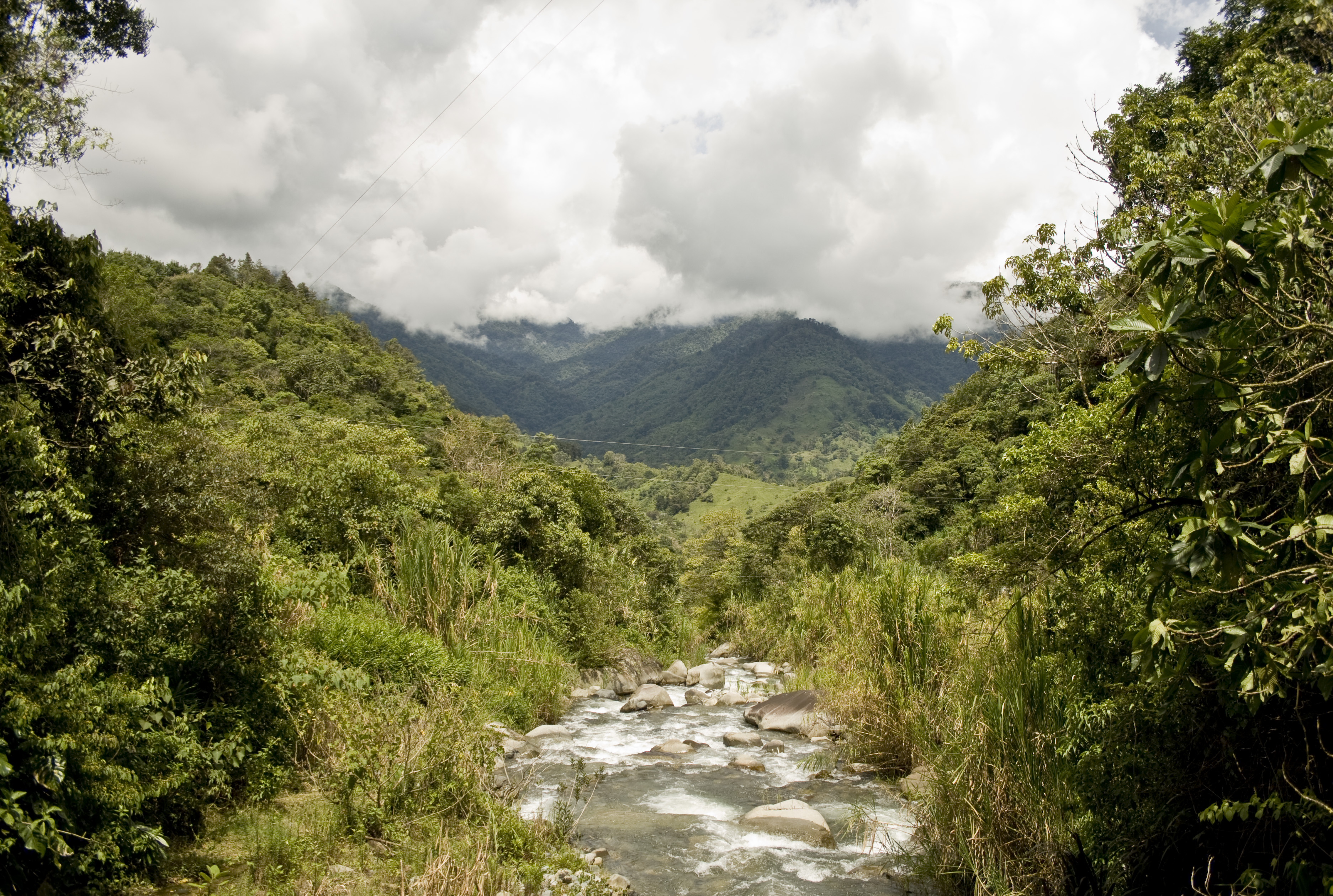
Río Blanco, en el distrito de Rivas.

### Geología
El cantón de Pérez Zeledón presenta cinco unidades geomórficas denominadas: de origen tectónico y erosivo, de sedimentación aluvial, de denudación en rocas sedimentarias y basálticas, de origen glaciárico y de origen estructural. Está geomorfológicamente formado por depósitos marinos clásticos del Oigoceno, rocas entrusivas principalmente miocénicas, entre ellas cuarzo, diorita, y en menor proporción granito y gabro. También está formado por depósitos marinos clásicos y contementales del Pleistoceno.

### Hidrografía
El sistema fluvial del cantón de Pérez Zeledón corresponde a la vertiente del Pacífico, que pertenece a las cuencas de los ríos Grande de Térraba, tributario el río General, del cual el Valle del General toma su nombre, Savegre y Barú.

## División administrativa
El cantón de Pérez Zeledón se compone de doce distritos, los cuales son:  
- San Isidro de El General
- El General
- Daniel Flores
- Rivas
- San Pedro
- Platanares
- Pejibaye
- Cajón
- Barú
- Río Nuevo
- Páramo
- La Amistad

## Demografía
Para el año 2022, Cantón de Pérez Zeledón cuenta con una población estimada de 156 917 habitantes, y para el último censo efectuado, en 2011, Cantón de Pérez Zeledón contaba con una población de 134 534 habitantes.
De acuerdo al Censo Nacional del 2011, la población del cantón era de 134 534 habitantes, de los cuales, el 2,5 % nació en el extranjero. El mismo censo destaca que había 38 508 viviendas ocupadas, de las cuales, el 63,1 % se encontraba en buen estado y había problemas de hacinamiento en el 3,4 % de las viviendas. El 48,5 % de sus habitantes vivían en áreas urbanas. Además, la escolaridad promedio alcanza los 7,3 años.
El mismo censo detalla que la población económicamente activa se distribuye de la siguiente manera:
- Sector Primario: 26,5 %
- Sector Secundario: 13,3 %
- Sector Terciario: 60,2 %

De acuerdo con el Atlas de Desarrollo Humano Cantonal de Costa Rica 2016, el cantón cuenta con una esperanza de vida de 79,0 años y una alfabetización del 97,0 %. De acuerdo con las proyecciones del INEC del 2016, el cantón cuenta con una población de 142 291 habitantes.

## Economía
Las favorables condiciones climáticas del cantón de Pérez Zeledón hicieron que desde la llegada de los primeros colonos se introdujera el cultivo del café, producto que durante los años cuarenta ocupaba un sitial de honor en la economía generaleña. Posteriormente comenzaron a desarrollarse la ganadería, la actividad maderera y los cultivos de caña de azúcar, granos básicos y tabaco.
La prolongada dependencia de los monocultivos provocó, en los últimos años, que muchos residentes optaran por emigrar a los Estados Unidos, como consecuencia de la caída de los precios internacionales de dichos productos y la escasez de fuentes de empleo.
En la actualidad, la economía local, anteriormente centrada en el sector agropecuario, ha sido reemplazada por una estructura orientada a los servicios, destacándose la presencia de entidades financieras de carácter internacional. Asimismo, el cooperativismo ha adquirido notable fuerza. De igual manera, el turismo ha experimentado un auge significativo en la zona en los últimos años.

## Infraestructura

### Vías de comunicación

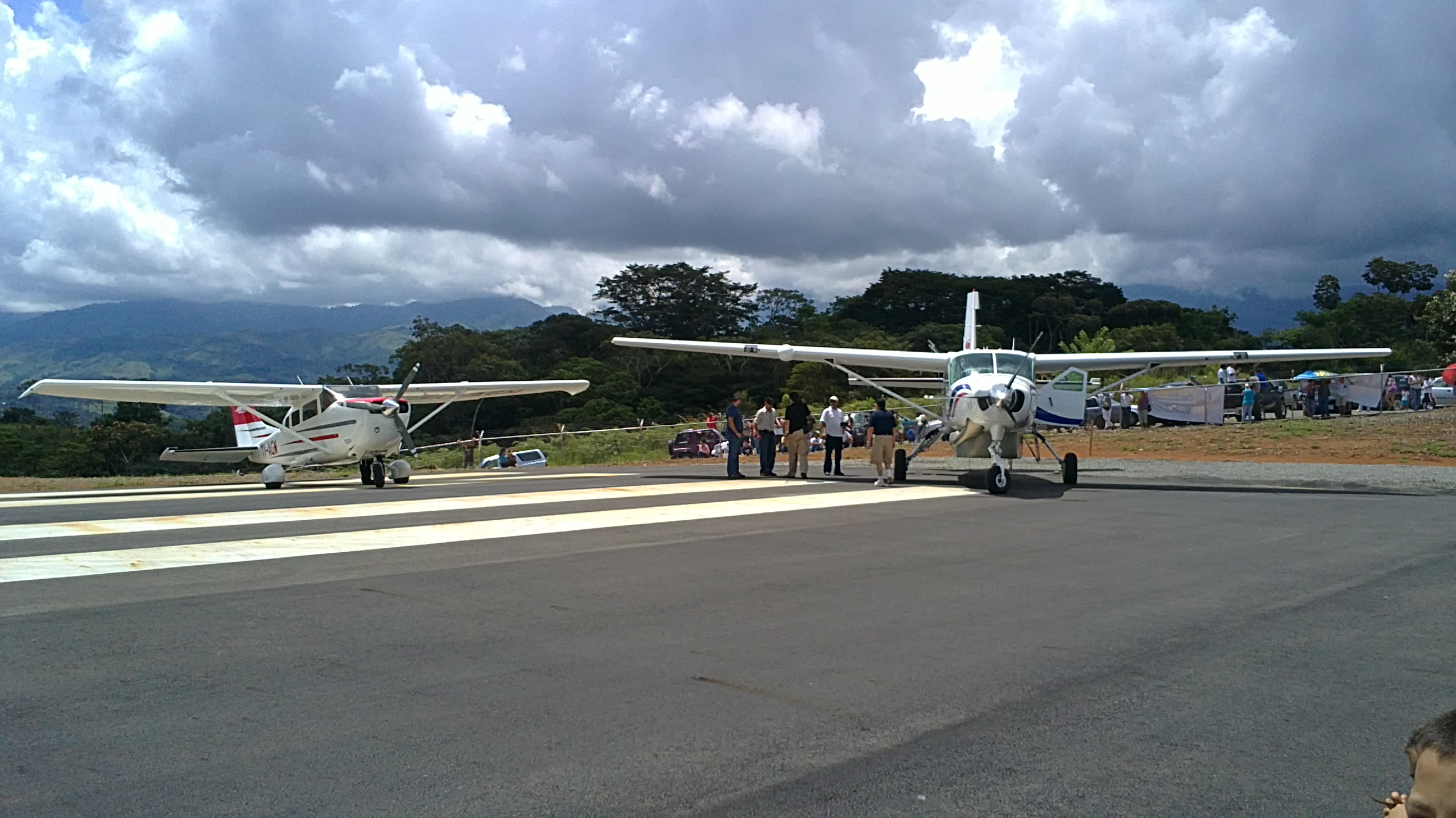
Pista de aterrizaje del Aeropuerto de Pérez Zeledón.

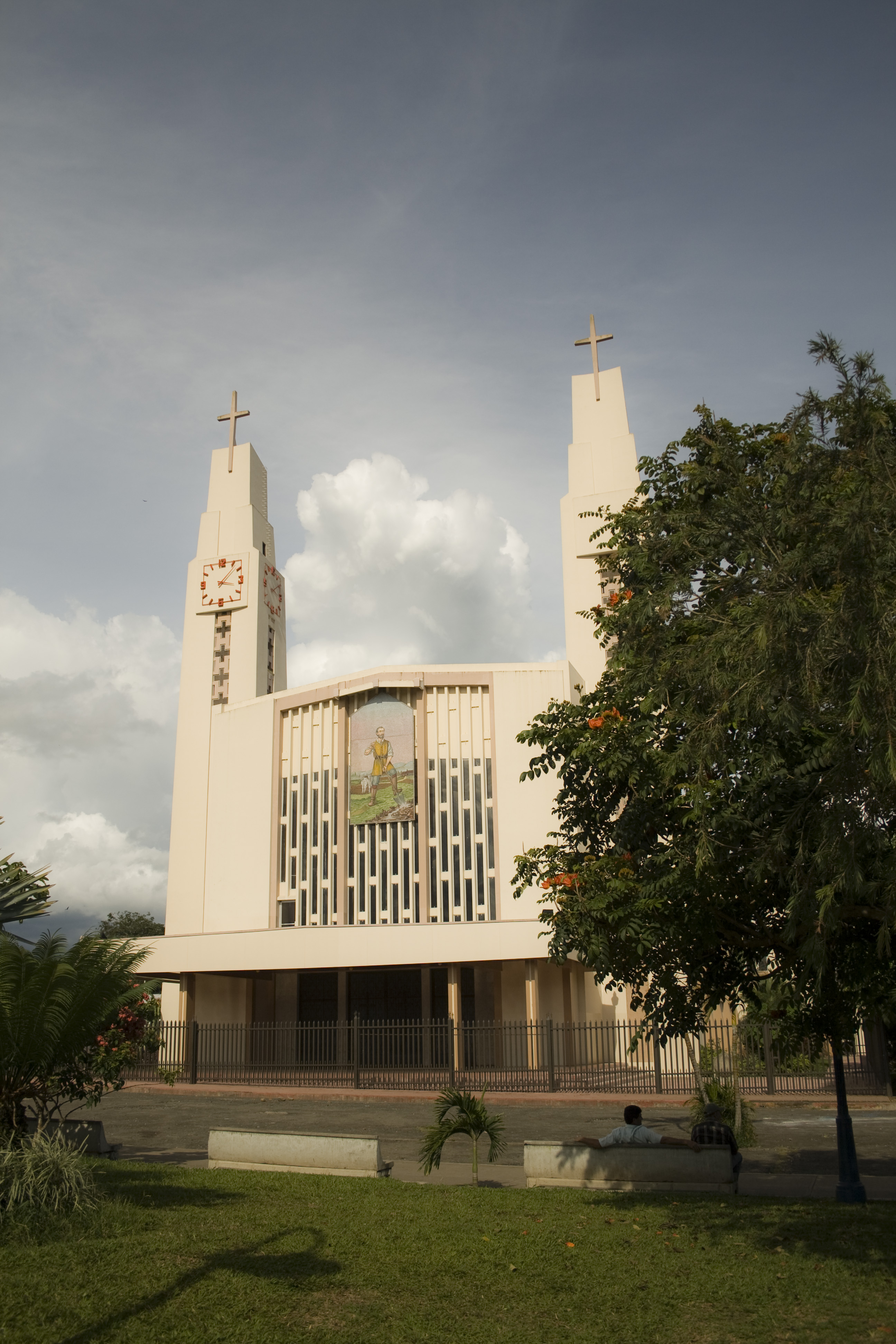
Catedral de San Isidro Labrador en San Isidro de El General.

La principal carretera del cantón de Pérez Zeledón es la carretera nacional n.° 2 (carretera Interamericana Sur), que inicia al norte del distrito de Páramo y finaliza al este del distrito de San Pedro, comunicando al cantón con las zonas del Valle Central y Brunca de Costa Rica, y comunicando internamente a los distritos de Páramo, San Isidro del General, El General, Daniel Flores, Cajón, San Pedro y La Amistad. 
Para acceder al cantón es necesario atravesar el Cerro de la Muerte, que en un buen trecho supera los 3000 m s. n. m., y que debe su nombre a las inclementes noches frías que vivieron quienes lo exploraron en un principio.
Otras vías de importancia son las carreteras nacionales n.° 242 (San Isidro del General-Rivas), n.° 243 (San Isidro del General-cantón de Osa), n.° 244 (Daniel Flores-Pejibaye), n.° 322 (Rivas-Juntas de Daniel Flores), n.° 326 (El General-Mercedes de San Pedro), y entre otras.

#### Transporte
El cantón cuenta con un aeropuerto, el cual sirve a la ciudad de San Isidro de El General y al cantón en general. El aeropuerto está localizado 3 kilómetros al sureste del centro de San Isidro. Este aeródromo es también el punto de arribo para viajeros que eligen volar, tan cerca como sea posible, al Parque nacional Cerro Chirripó.

### Iglesias

#### Catedral de San Isidro de Labrador
La actual Parroquia-Catedral de San Isidro Labrador fue consagrada en el año de 1967, esta se ubica frente al parque central de San Isidro de El General. Anterior a la actual iglesia, existió otra iglesia, pero esta fue demolida para construir un templo más moderno. La iglesia funciona como sede de la Diócesis de San Isidro de El General, sufragánea de la Arquidiócesis de San José.
La catedral y el territorio eclesiástico están dedicadas a San Isidro Labrador.

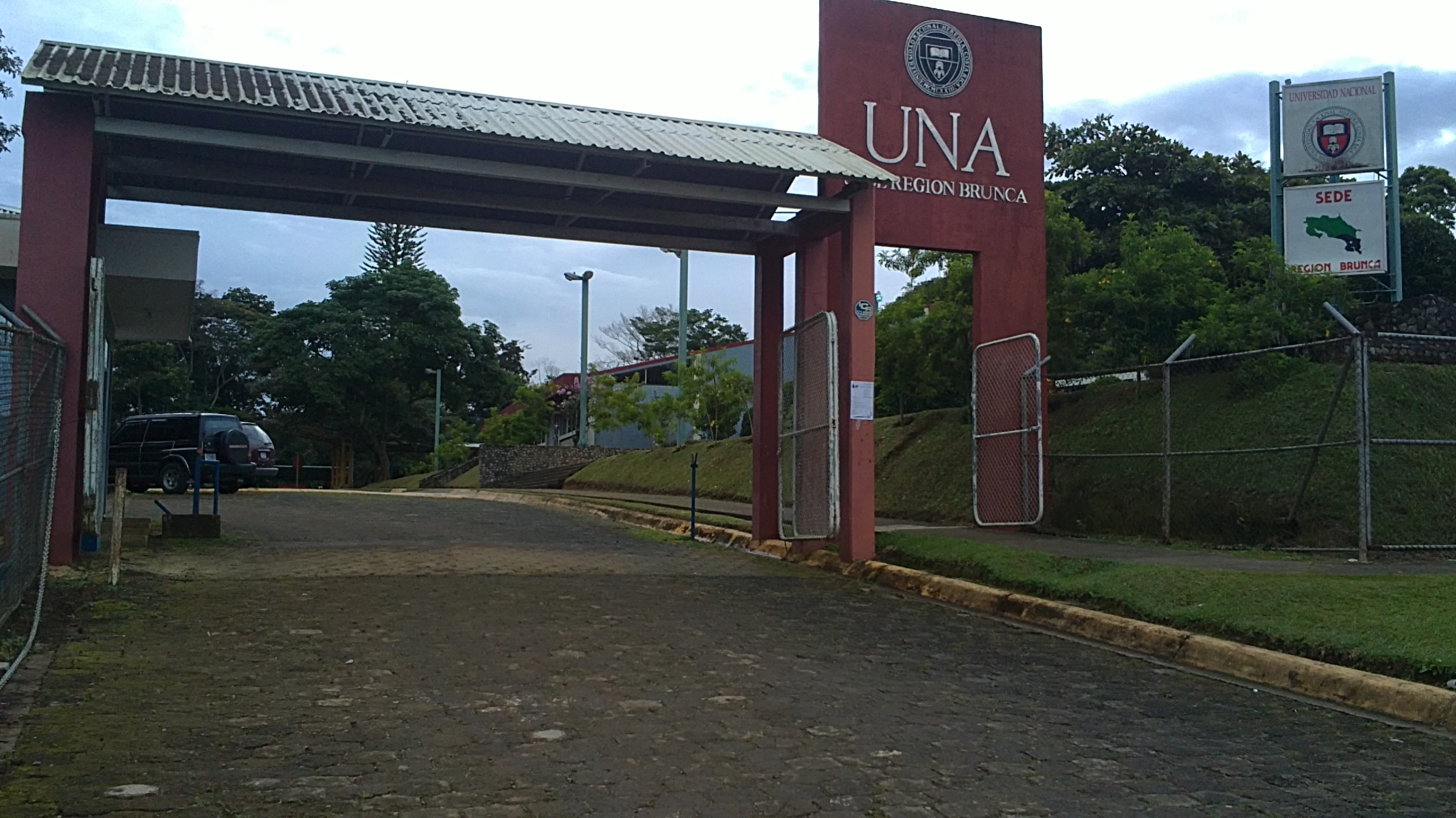
Sede Regional Brunca de la Universidad Nacional, en Pérez Zeledón.

## Cultura

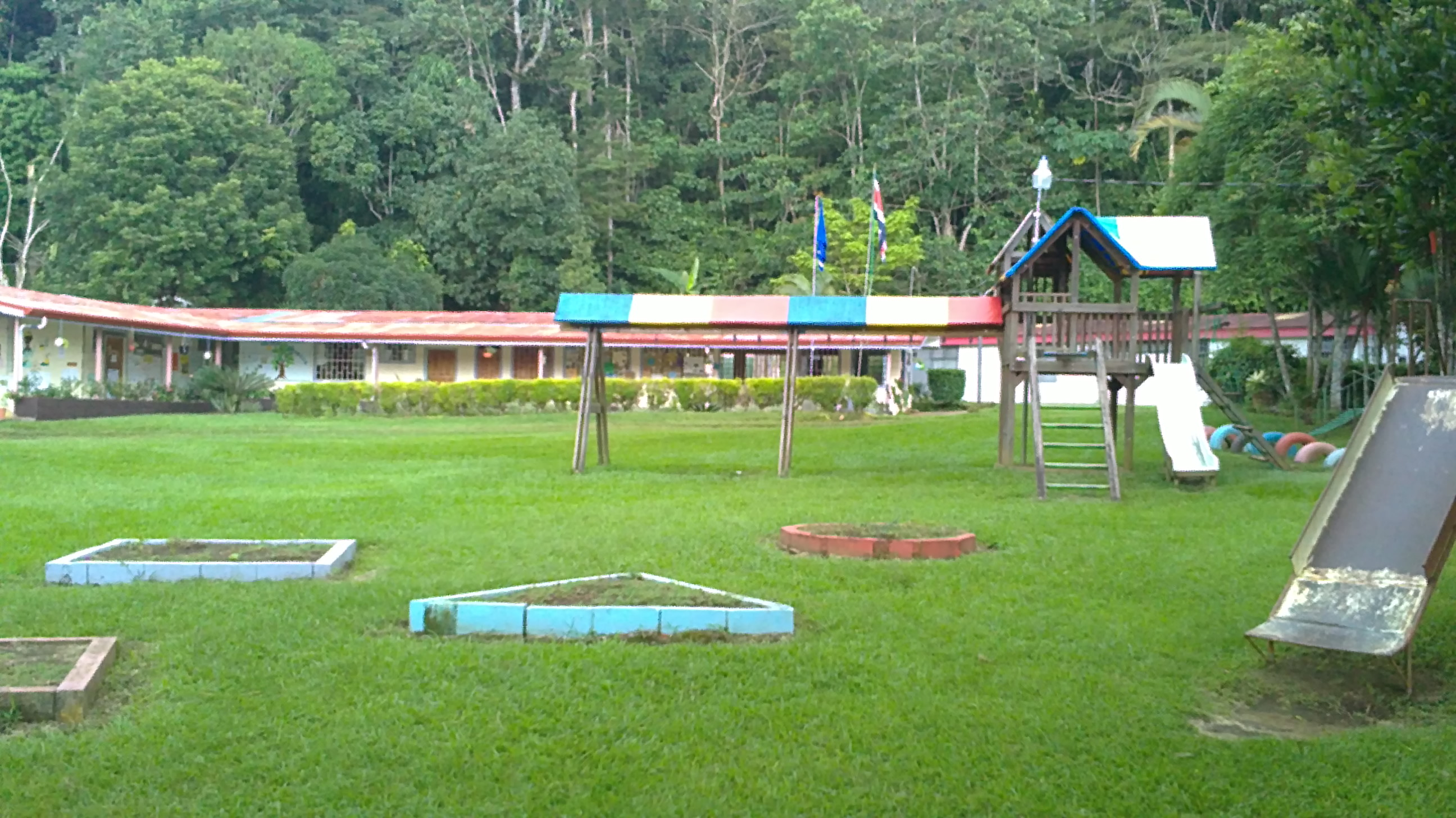
Colegio Científico de Pérez Zeledón.

### Educación

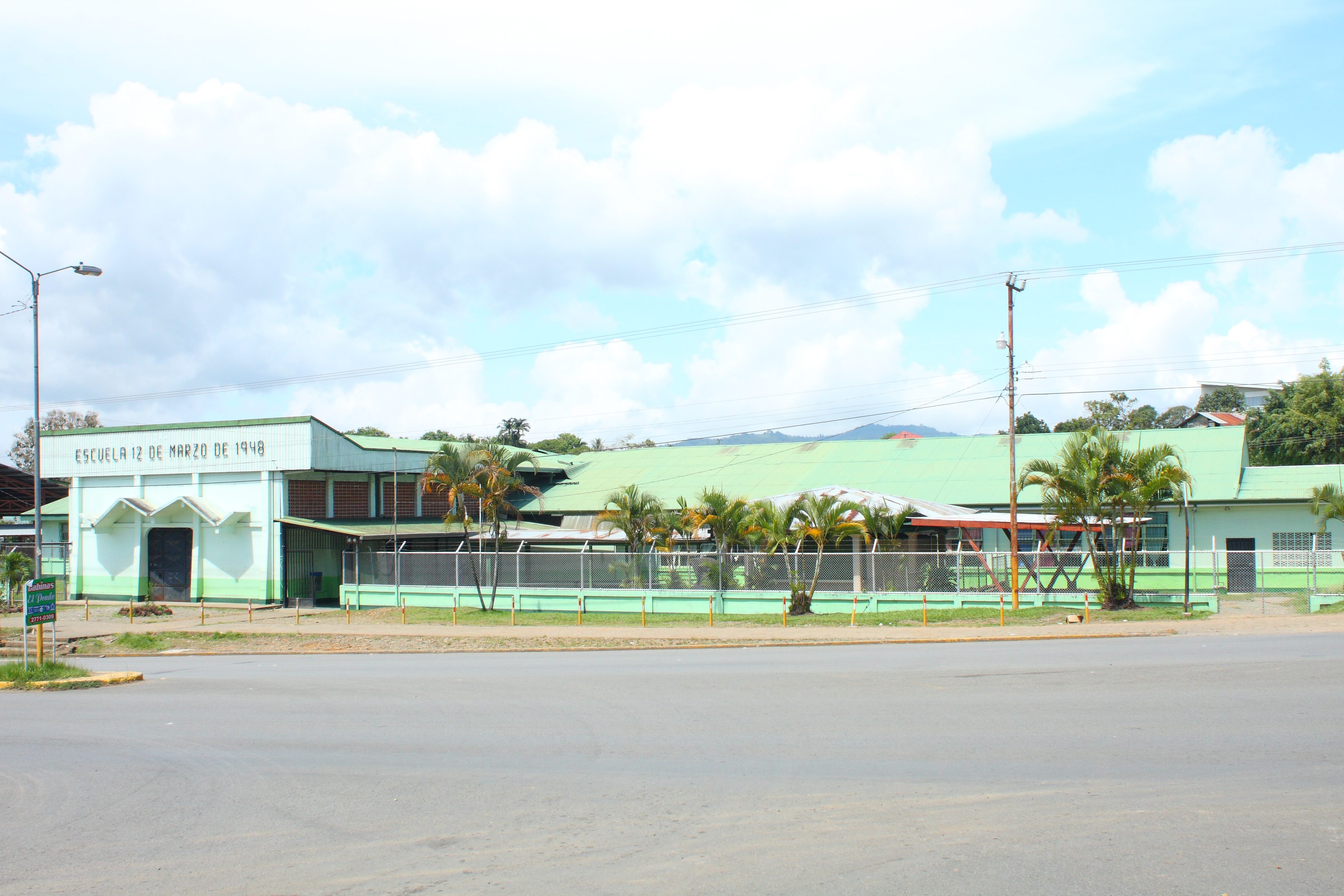
Escuela 12 de marzo de 1948, en San Isidro de El General.

#### Escuelas
- Escuela Unidad Pedagógica Jose Breiderhoff
- Escuela Villa Ligia
- Escuela Daniel Flores Zavaleta
- Escuela Dr. Rafael Ángel Calderón Guardia
- Escuela de San Andrés
- Escuela División
- Escuela de Sagrada Familia
- Escuela La Asunción
- Escuela Pedro Pérez Zeledón
- Escuela de El Hoyón
- Escuela de La Ese
- Escuela de Miravalles
- Escuela Francisco Morazán Quesada
- Escuela de Quebradas
- Escuela Rodrigo Facio Brenes
- Escuela Melico Salazar Zúñiga
- Escuela de Sinaí
- Escuela Laboratorio
- Escuela 12 de marzo de 1948
- Escuela de Tierra Prometida
- Escuela de Quebradas Arriba
- Escuela de Santa Lucía
- Escuela de Santa Marta
- Escuela Pensilvania
- Escuela de Providencia
- Escuela de Calle Mora
- Escuela de Calle Mora Arriba
- Escuela de Villa Mills
- Escuela de Berlín
- Escuela Ignacio Durán Vega
- Escuela de La Hortensia
- Escuela Santa Elena
- Escuela San Pedro
- Escuela de Arco Iris

#### Colegios, liceos e institutos
- Colegio Científico de Costa Rica (UNA)
- Liceo de Sinaí
- Unidad Pedagógica Dr. Rafael Ángel Calderón Guardia
- Colegio La Asunción
- Liceo Unesco
- Liceo Nocturno de Pérez Zeledón
- Liceo Nocturno de Sinaí
- Liceo Rural de Río Nuevo
- Liceo Rural de El Jardín
- Liceo Rural de Los Ángeles de Páramo
- Colegio Técnico Profesional (C.T.P.) Ambientalista Isaías Retana
- Liceo Fernando Volio Jiménez
- Unidad Pedagógica José Breinderhoff
- Colegio Técnico Profesional (C.T.P.) de San Isidro
- Colegio Nocturno de Palmares
- Liceo Las Esperanzas de San Isidro
- Liceo de La Uvita
- Liceo de Platanillo de Barú
- Colegio Técnico Profesional (C.T.P.) de General Viejo
- Liceo de Canaán
- Liceo Rural de Buena Vista
- Liceo de San Francisco
- Liceo de Las Mercedes
- Liceo San Pedro
- Colegio Técnico Profesional (C.T.P.) de Platanares
- Liceo de Concepción
- Colegio Técnico Profesional (C.T.P.) de Pejibaye

Y entre otros.

#### Universidades
- Universidad Estatal a Distancia (UNED).
- Universidad Nacional de Costa Rica (UNA)
- Universidad Internacional San Isidro Labrador (UISIL)
- Universidad Latina de Costa Rica (Ulatina).
- Universidad Metropolitana Castro Carazo (UMCA).
- Universidad Libre de Costa Rica (ULICORI).
- Universidad de las Ciencias y el Arte de Costa Rica.
- Universidad Tecnológica Costarricense.

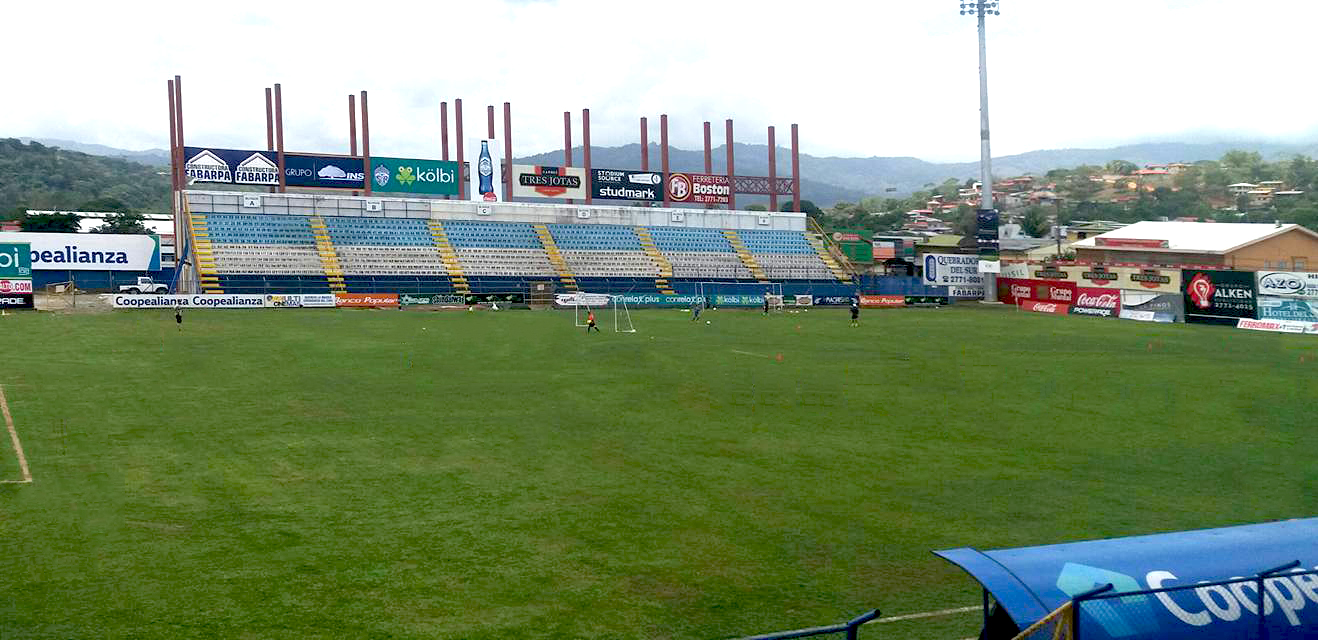
Estadio Municipal de Pérez Zeledón.

### Deporte
El cantón cuenta con un Comité Cantonal de Deportes y Recreación, el cual administra y orienta los recursos municipales y externos para el desarrollo deportivo y recreativo de los habitantes del cantón. El cantón además cuenta con diferentes zonas de recreación, tales como un Estadio Municipal, un polideportivo, y canchas de tenis, fútbol, squash, y entre otros.
Por otra parte, el cantón es sede del Club de fútbol de primera división Municipal Pérez Zeledón, la cual se alberga en el Estadio Municipal de Pérez Zeledón, ubicado en el distrito de San Isidro General y utilizado también anteriormente por el Club de fútbol AS Puma Generaleña.
El cantón también alberga al equipo de baloncesto Grupo Babel Pérez Zeledón, que juega actualmente en la Liga Superior De Baloncesto.

### Salud
En el cantón se encuentra el Hospital Dr. Fernando Escalante Pradilla, localizado en el distrito de San Isidro del General, y cuenta con servicios de EBAIS en la mayoría de los distritos.

### Ambiente
En su territorio y compartiendo con las provincias de Cartago y de Limón, se encuentra el parque nacional Chirripó, donde se encuentra el cerro Chirripó, la cumbre más alta de Costa Rica, de 3820 m de altitud. También, parte de su territorio es ocupado por la Reserva Forestal Los Santos y por el Parque Internacional La Amistad, denominado así por abarcar dentro de su extensión territorio costarricense y panameño.
En la zona de Quebradas está la reserva privada Fudebiol, la cual comprende un importante espacio natural, en el que se protege las reservas de agua de San Isidro de El General.
Reserva de aves "Los Cusingos".  Es una reserva privada y allí habitó Alexander Skutch. Es un santuario de aves y se desarrolla en altitudes entre los 800 y los 3820 m s. n. m.  Los Cusingos se desarrolla en 78 hectáreas y dispone de senderos en la montaña.

### Medios de Comunicación
Entre los medios de comunicación locales de Pérez Zeledón, destacan el periódico Enlace (disponible también en el resto de la Región Brunca), las radios comunitarias Radio Sinaí, 88Stereo y Radio Cultural de Pérez Zeledón, el canal de televisión TV Sur (canal 14), y otros medios de comunicación de noticias web como PZ Actual.

### Sitios de interés
- Parroquia de San Isidro Labrador
- Tribunales de Justicia de Pérez Zeledón
- Estadio Municipal de Pérez Zeledón
- Municipalidad de Pérez Zeledón
- Hospital Dr. Fernando Escalante Pradilla
- Parque Central de San Isidro de El General
- Centro Penitenciario de Pérez Zeledón

### Personajes
- Ottón Solís Fallas (1954-): Político y economista, líder del Partido Acción Ciudadana, agrupación política de centro-izquierda. Fue candidato presidencial de dicho partido en las elecciones presidenciales de Costa Rica de 2002, del 2006 y del 2010. Electo diputado en el primer lugar por San José por el mismo partido para el periodo 2014-2018.
- Keylor Navas Gamboa (1986-): Futbolista que juega como portero en el Paris Saint-Germain Football Club de la Ligue 1 de Francia.
- Hernán Solano Venegas (1967-): Político y ex-ministro de Deporte y Recreación de Costa Rica en la administración Alvarado Quesada (2018-2022).
- Hugo Barrantes Ureña (1936-): VI Arzobispo de San José entre los años 2002 y 2013.
- Natasha Sibaja Bermúdez (1990-): Modelo, reina de belleza y estudiante de medicina, quién ha participado en varios concursos nacionales como internacionales, dándose a conocer en el año 2014 por participar en el Miss Costa Rica.
- Jeaustin Campos Madríz (1971-): Exfutbolista y actual entrenador del Deportivo Saprissa. Es destacado como el entrenador más ganador del club tibaseño.
- Juan Gabriel Guzmán Otárola (1987-): Futbolista y juega de mediocentro defensivo, actualmente no tiene club y su último equipo fue en el Deportivo Saprissa, de la Primera División de Costa Rica.
- Néstor Monge Guevara (1990-): Futbolista que juega de mediocampista y su equipo actual es el Municipal Pérez Zeledón de la Primera División de Costa Rica.
- Vianney Blanco Rojas (1992-): Exfutbolista que jugaba como mediocampista y su último equipo fue el Club Sport Herediano de la Primera División de Costa Rica.
- Jorman Sánchez Tencio (1998-): Futbolista que jugaba de lateral izquierdo o interior, su último equipo que juego fue en el Club Sport Cartaginés, de la Primera División de Costa Rica.
- César Elizondo Quesada (1988-): Futbolista que se desempeña como delantero y su club actual es el San Antonio Football Club de la USL Championship de Estados Unidos
- Bryan Segura Cruz (1997-): Futbolista que juega de portero en el Club Sport Herediano, de la Primera División de Costa Rica.

## Gobierno local

### Alcaldía
En las Elecciones Municipales de Costa Rica de 2024, el candidato del partido Unidad Social Cristiana, Emmanuel Ceciliano Alfaro, resultó electo alcalde con un 37,59% de los votos escrutados. La vicealcaldesa primera es Rosibel Ramos Madrigal, y el vicealcalde segundo es Mario Sáenz Mena, ambos de la misma agrupación política de la que es el alcalde. 

### Concejo Municipal
El Concejo Municipal de Pérez Zeledón para el periodo municipal 2024-2028 está integrado en orden alfabético por agrupación política de la siguiente forma:
| #                      | Partido                             | Nombre                            |
| Regidores propietarios | Regidores propietarios              | Regidores propietarios            |
| ---------------------- | ----------------------------------- | --------------------------------- |
| 1                      | Partido Frente Amplio               | Andrea Herrera Chaves             |
| 2                      | Partido Nuestro Pueblo              | Marvin Arias Retana               |
| 3                      | Partido Nuestro Pueblo              | Milena Elizondo Segura            |
| 4                      | Partido Nuestro Pueblo              | Wilberth Ureña Bonilla            |
| 5                      | Partido Liberación Nacional         | Edgar Mena Rodríguez              |
| 6                      | Partido Progreso Social Democrático | María Josefa Fallas Ureña         |
| 7                      | Partido Unidad Social Cristiana     | Runny Monge Zúñiga                |
| 8                      | Partido Unidad Social Cristiana     | Anais Barrantes Mora              |
| 9                      | Partido Unidad Social Cristiana     | Carlos Zuniga Montero             |
| Regidores suplentes    |                                     |                                   |
| 10                     | Partido Frente Amplio               | Luz María Godínez                 |
| 11                     | Partido Nuestro Pueblo              | Álvaro Navarro Navarro            |
| 12                     | Partido Nuestro Pueblo              | Nora Alvarado Roquett             |
| 13                     | Partido Nuestro Pueblo              | José Francisco Calderón Fernández |
| 14                     | Partido Liberación Nacional         | Henry Mora                        |
| 15                     | Partido Progreso Social Democrático | Dahianna Mena                     |
| 16                     | Partido Unidad Social Cristiana     | Andrés Vega Solis                 |
| 17                     | Partido Unidad Social Cristiana     | María Alejandra Arias Calvo       |
| 18                     | Partido Unidad Social Cristiana     | Carlos Andrés Mora Navarro        |
| Síndicos propietarios  |                                     |                                   |
| 19                     | Partido Nuestro Pueblo              | José Quesada Rangel               |
| 20                     | Partido Unidad Social Cristiana     | Grethel Campos Jiménez            |
| 21                     | Partido Unidad Social Cristiana     | Matilde Vargas Morales            |
| 22                     | Partido Unidad Social Cristiana     | Ronny Cruz Hidalgo                |
| 23                     | Partido Unidad Social Cristiana     | Marvin Corrales Mora              |
| 24                     | Partido Unidad Social Cristiana     | Simon Bonilla Rivera              |
| 25                     | Partido Unidad Social Cristiana     | Carlos Murillo Murillo            |
| 26                     | Partido Unidad Social Cristiana     | Francisco Valverde Valverde       |
| 27                     | Partido Unidad Social Cristiana     | Nelson Cerdas Mora                |
| 28                     | Partido Unidad Social Cristiana     | Luis Fernando Rojas Mena          |
| 29                     | Partido Unidad Social Cristiana     | Ronald Araya Ureña                |
| 30                     | Partido Unidad Social Cristiana     | Ivannia Navarro Elizondo          |
| Síndicos suplentes     |                                     |                                   |
| 30                     | Partido Nuestro Pueblo              | Karolin Pérez Ugalde              |
| 31                     | Partido Unidad Social Cristiana     | Erick Arce Acuña                  |
| 32                     | Partido Unidad Social Cristiana     | Gerardo Solis Castro              |
| 33                     | Partido Unidad Social Cristiana     | Rita Valverde Martínez            |
| 34                     | Partido Unidad Social Cristiana     | Yesenia Umaña Piedra              |
| 35                     | Partido Unidad Social Cristiana     | Betsy Elizondo Castillo           |
| 36                     | Partido Unidad Social Cristiana     | Roxinia Pérez Rojas               |
| 37                     | Partido Unidad Social Cristiana     | María Rodríguez Segura            |
| 38                     | Partido Unidad Social Cristiana     | Zobeida Fernández Mora            |
| 39                     | Partido Unidad Social Cristiana     | Rosibel Cordero Valverde          |
| 40                     | Partido Unidad Social Cristiana     | Rosa Delgado Naranjo              |
| 41                     | Partido Unidad Social Cristiana     | Pablo Céspedes Jiménez            |

La presidencia del Concejo Municipal es ejercida por los regidora propietaria Andrea Herrera Chaves, del partido Frente Amplio. 
El cantón también cuenta con un Comité Cantonal de Deportes y Recreación (CCDR) y un Comité Cantonal de la Persona Joven (CCPJ).